# Dilek Koçbay
Dilek Koçbay (Balıkesir, 30 de desembre de 1982) és una àrbitra de futbol turca present a la llista de la FIFA. Tant el seu pare, Mehmet Özdemir, com el seu marit Zafer Koçbay també són àrbitres de futbol, tot i que no són presents a llista de la FIFA.